# Thomas von Celano
Thomas von Celano (italienisch: Tommaso da Celano; * um 1190 in Celano in den Abruzzen; † 1260 in Tagliacozzo) war ein Franziskaner und Chronist.

## Leben
Thomas wurde um 1190 im Ort Celano in den Abruzzen geboren. Über seine Jugend ist nichts bekannt. Nach der Rückkehr des Franz von Assisi aus Spanien im Jahre 1215 soll sich Thomas ihm angeschlossen haben und trat in dessen Orden ein, wobei nicht geklärt ist, ob Thomas zu diesem Zeitpunkt bereits Priester war.
Ab 1222 war er unter der Führung des Cäsarius von Speyer an der Ausbreitung des Ordens nach Deutschland beteiligt; mit zu der Gruppe Missionare gehörte auch der als Seliger verehrte Simon von Collazzone († 1250). Im Jahre 1223 wird Thomas von Celano als Kustos für die Franziskaner-Niederlassungen in den Städten Mainz, Worms, Köln und Speyer eingesetzt und zum Vikar ernannt.
Am 16. Juli 1228 war er zur Heiligsprechung des Franziskus in Assisi anwesend, von der er sehr detailliert berichtete. Zu dieser Zeit wurde er von Papst Gregor IX. mit der Abfassung der Legende des Franz von Assisi (Vita prima S. Francisci) beauftragt. Dieses Werk enthält die gesamte Lebensgeschichte des Franz von Assisi, wobei Thomas von Celano die Fakten durch zahlreiche theologische Deutungen erweitert.
1244 erhielt er vom Generalkapitel des Ordens in Genua den Auftrag, eine Ergänzung des Lebens des Franz von Assisi anzufertigen (Vita secunda S. Francisci). Diese zweite Lebensbeschreibung wurde 1246/1247 fertiggestellt und enthält die gleichen Ereignisse wie die erste Vita, jedoch aus einer späteren Perspektive und unter Einbeziehung neuer Quellen, wie beispielsweise der Dreigefährtenlegende und weiterer Berichte der Brüder, die Franziskus noch gekannt hatten.
Zwischen 1247 und 1257 verfasste Thomas schließlich als drittes Buch das Tractatus de miraculis S. Francisci, in dem er systematisch über die Wundertaten des Franziskus berichtete.
Nach der Heiligsprechung der Klara von Assisi im Jahre 1255 verfasste Thomas von Celano auch eine Legende über deren Leben (Legenda S. Clarae Virginis).
Thomas von Celano gilt auch als Verfasser der liturgischen Sequenzen Sanctitatis nova signa und Fregit victor, seine Autorschaft ist jedoch umstritten. Auch die Sequenz Dies irae wird ihm meist zugeschrieben, doch die Existenz eines Kodex mit dem Text der Sequenz aus dem Ende des 12. Jahrhunderts macht diese Zuordnung sehr zweifelhaft.
Seinen Lebensabend verbrachte Thomas von Celano als Kaplan der Klarissen des Klosters S. Giovanni di Val dei Varri in der Nähe seines Geburtsortes, in Tagliacozzo, wo er im Jahre 1260 verstarb.

## Werke
- Legenda ad Usum chori (um 1230)
- S. Francisci Assisensis vita et miracula
  - Vita prima S. Francisci (1228/1229)
  - Vita secunda S. Francisci (1246/1247)
  - Tractatus de miraculis S. Francisci (zwischen 1247 und 1257)
- Legenda S. Clarae Virginis (1255)